# Romedi Arquint
Romedi Arquint (* 27. März 1943) ist ein Schweizer Theologe, Lehrer und Politiker.
Nach dem Theologiestudium arbeitete er als Pfarrer in Bivio und als Lehrer in Zuoz und Samedan, anschließend von 1983 bis 1991 als Wissenschaftlicher Adjunkt beim Bundesamt für Kultur. Er war in der kantonalen und Gemeindepolitik von Graubünden aktiv als Mitglied der Sozialdemokratischen Partei, Parlamentarier im Grossen Rat und Gemeindepräsident von S-chanf.
Auf der europäischen Ebene setzt er sich für die Minderheiten in Europa ein, von 1996 bis 2007 war er Präsident der FUEN und zuvor der Lia Rumantscha.
Auf Arquint geht die Initiative zur Einschränkung des Zweitwohnungsbaus im Oberengadin zurück, welche im Jahr 2005 mit 55 % der Stimmen angenommen wurde.
Romedi Arquint ist Initiator und Vizepräsident der Stiftung Convivenza – Internationales Zentrum für Minderheiten. Er ist gemeinsam mit Daniel Thürer Herausgeber vom Band 4 der Convivenza Schriftenreihe „Repräsentativität und kulturelle Autonomie - Aktuelle Probleme der autochthonen Völker und der nationalen Minderheiten“ (2014).
Er ist verheiratet und Vater von drei Kindern.